# Giri-choko
Giri-choko (義理チョコ? ciocolată de curtoazie) este ciocolata oferită de femei bărbaților de Ziua îndrăgostiților în Japonia, ca un cadou tradițional. Spre deosebire de honmei-choko, care este oferită partenerilor romantici, giri-choko este un tip de ciocolată pe care femeile o oferă colegilor bărbați, șefilor și cunoștințelor, ca semn de apreciere și politețe. Bărbații răspund de obicei oferindu-le femeilor cadouri de Ziua albă, sărbătorită pe 14 martie.

## Istoric
De Ziua îndrăgostiților în Japonia, giri-choko este o ciocolată ieftină pe care femeile o oferă colegilor și prietenilor bărbați pentru a arăta apreciere și respect, spre deosebire de honmei-choko, ciocolata care este oferită partenerilor romantici. Deși Japonia are o cultură solidă a oferirii de cadouri, originea oferirii ciocolatei de Ziua Îndrăgostiților nu este clară. O explicație populară este că tendința a fost începută de eleve de gimnaziu, care ofereau ciocolată făcută în casă băieților pentru a vedea dacă aceștia le împărtășeau sentimentele, și ulterior a devenit comercializată la mijlocul anilor 1950, prima vânzare de Ziua îndrăgostiților având loc în 1958 la Mary Chocolate.
Harumichi Yamada de la Universitatea Tokyo Keizai⁠(d) a declarat că practica de a oferi ciocolată a apărut deoarece exprimarea iubirii de către femei față de bărbați era considerată rușinoasă, iar cofetăriile au exploatat ciocolata ca o modalitate pentru femei de a-și exprima dragostea; totuși, pe măsură ce statutul social al femeilor s-a îmbunătățit, Ziua îndrăgostiților a devenit ulterior o zi în care femeile oferă ciocolată bărbaților, iar obiceiul giri-choko a prins contur. Sachiko Horiguchi de la Temple University, Campusul Japonia, a sugerat că obiceiul giri-choko a apărut în anii 1980, când femeile care munceau erau obligate să ofere ciocolată colegilor și șefilor lor, datorită culturii corporative și a celei a cadourilor, care făceau potrivit acest schimb.
Cofetăriile japoneze obțin 70% din veniturile anuale de Ziua îndrăgostiților. Asociația Japoneză de Ciocolată și Cacao a raportat că, în 2005, aproximativ US$400,000,000 ($502.027.603 in 2025) au fost cheltuiți pe ciocolata de Ziua îndrăgostiților. În medie, o femeie a cheltuit US$36 ($4.256 in 2025) pe giri-choko în 2007, în timp ce suma a scăzut la ¥1.033 în 2019.
În anii 1980, Ziua albă a devenit o tradiție în care bărbații ofereau cadouri ca răspuns la giri-choko, pentru a stimula vânzările. Vânzările de cadouri de Ziua albă sunt influențate semnificativ de vânzările de Ziua îndrăgostiților.

## Critici
Tradiția de a oferi giri-choko a început să piardă din popularitate în Japonia începând cu sfârșitul anilor 2010 și este criticată pentru că exercită presiuni asupra femeilor de a cumpăra ciocolată pentru colegii lor pentru a evita să-i jignească. Unele companii au interzis această practică, considerând-o o formă de hărțuire la locul de muncă. În schimb, femeile aleg să ofere tomo-choko (友チョコ ciocolată de prietenie?) prietenelor lor. Un sondaj din 2017 realizat de 3M a arătat că doar 40% dintre femeile intervievate plănuiau să ofere ciocolată colegilor bărbați, comparativ cu 80% într-un sondaj din 2007 realizat de o altă companie. În 2018, Godiva Chocolatier a criticat, de asemenea, practica de a oferi giri-choko într-o reclamă pe o pagină întreagă, cerând interzicerea ei în locurile de muncă, deși unii critici i-au acuzat de marketing subtil.

## Honmei-choko
Honmei-choko (本命チョコ? „ciocolată cu sentimente adevărate”) în Japonia este ciocolata oferită de femei de Ziua îndrăgostiților bărbaților pentru care nutresc sentimente romantice. Aceasta este adesea oferită soților, iubiților și partenerilor doriți. Ciocolata honmei este, de obicei, de calitate superioară și mai scumpă decât giri-choko („ciocolata de curtoazie”), care este oferită colegilor bărbați și altor bărbați față de care femeia nu are atașament romantic.
Ciocolata honmei făcută în casă este, de asemenea, populară.
Aceasta este reciprocizată în general de Ziua albă, sărbătorită pe 14 martie, când bărbații cumpără bomboane și cadouri pentru femei.

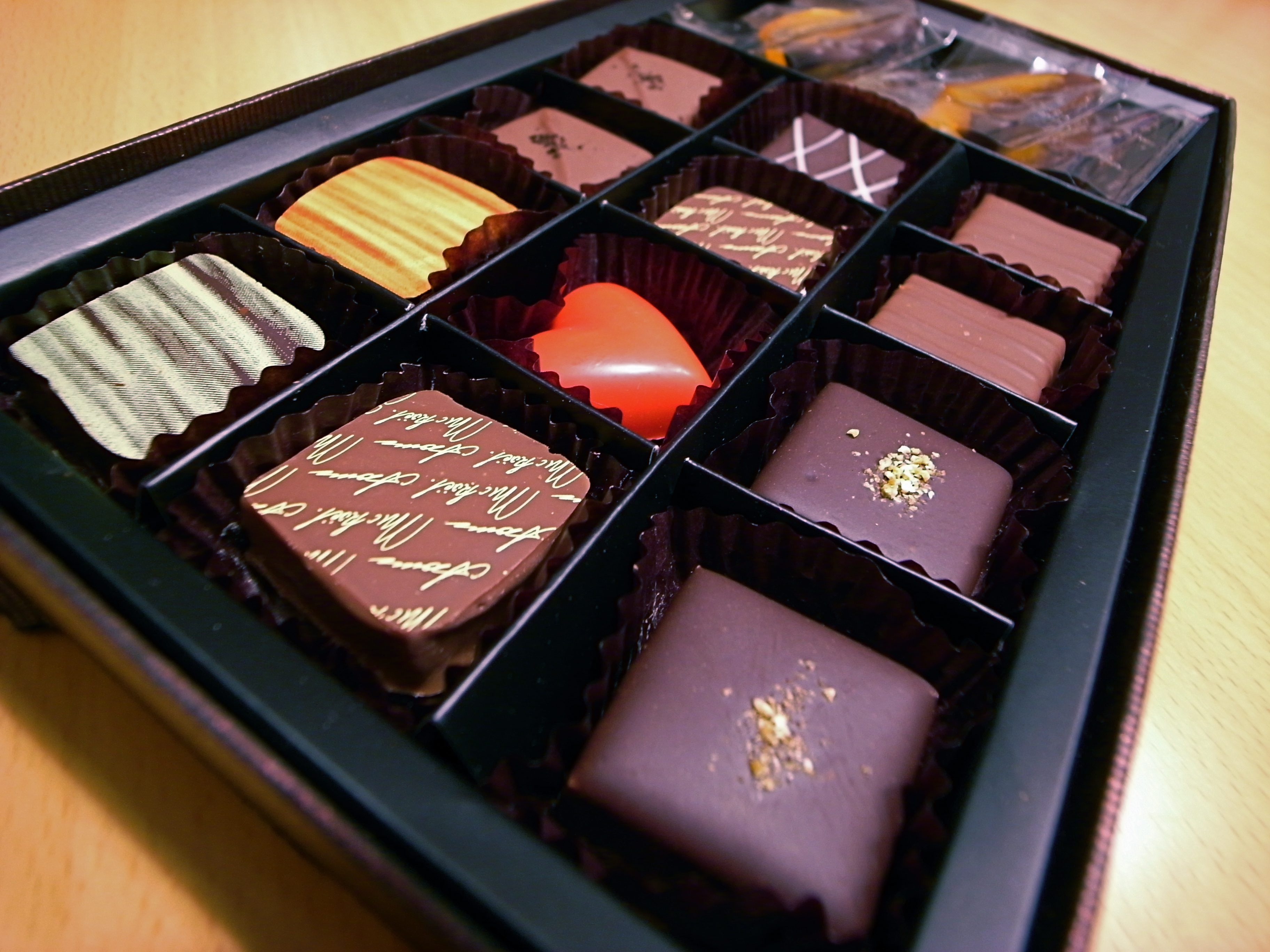
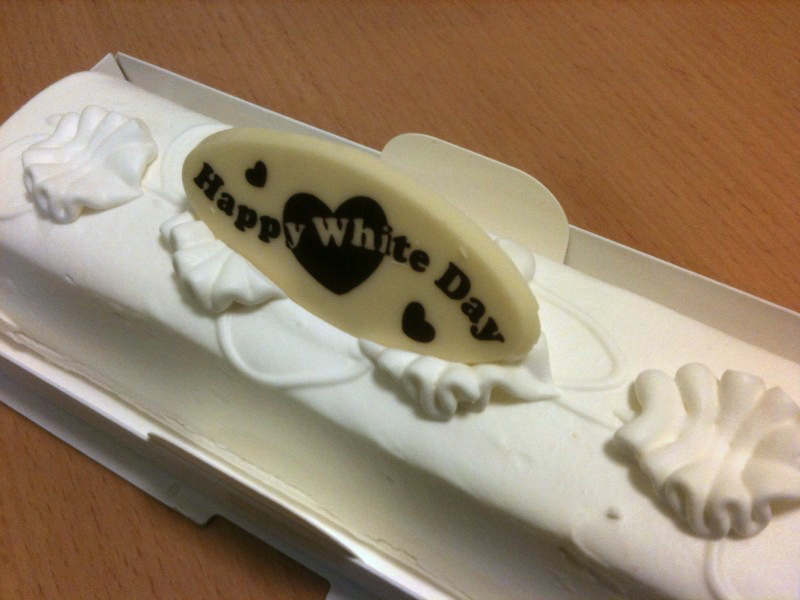